# کیدزانیا
کیدزانیا یک کمپانی خصوصی مکزیکی است که مراکز زنجیره‌ای سرگرمی‌های خانوادگی را در شانزده نقطه در سراسر دنیا اداره می‌کند. هر کیدزانیا به صورت مدل کوچکی از یک شهر واقعی با ساختمان‌ها فروشگاه‌ها، تئاترها و همچنین وسایل نقلیه و عابرین پیاده‌ که در خیابان‌ها تردد می‌کنند طراحی شده‌. در این مجموعه تفریحی کودکان می توانند از بین شغل های موجود یکی را انتخاب کنند و لباس مورد نظر آن شغل را بر تن کنند و در ازاء خدماتی که ارائه می دهند حقوق بگیرند.کودکان واحد پولی به نام کیدزوس که وجه رایج کیدزانیا است را در قبال کار انجام شده بدست می‌آورند که در بانک کیدزانیا نگهداری شده و می‌تواند در فروشگاه‌ها یا فعالیت‌های تفریحی در نظر گرفته شده صرف شود. در کیدرانیا کودکان دست بندهای الکترونیکی دارند که به والدین آن‌ها اجازه می‌دهد موقعیت آن‌ها را از راه دور مکان‌یابی کنند.